# Bangala (popolo)
Bangala (dove "ba-" è il prefisso collettivo che indica il "popolo ngala", al singolare "mongala") è un etnonimo diffusosi in epoca coloniale per identificare le popolazioni della foresta equatoriale tra i bacini del Congo e dell'Ubangi, tra cui gli Ngombe, i Bobangi e i Bundja. Nonostante l'origine artificiale del termine, un'identità comune bangala è comunque emersa tra i popoli dell'area.

## Storia

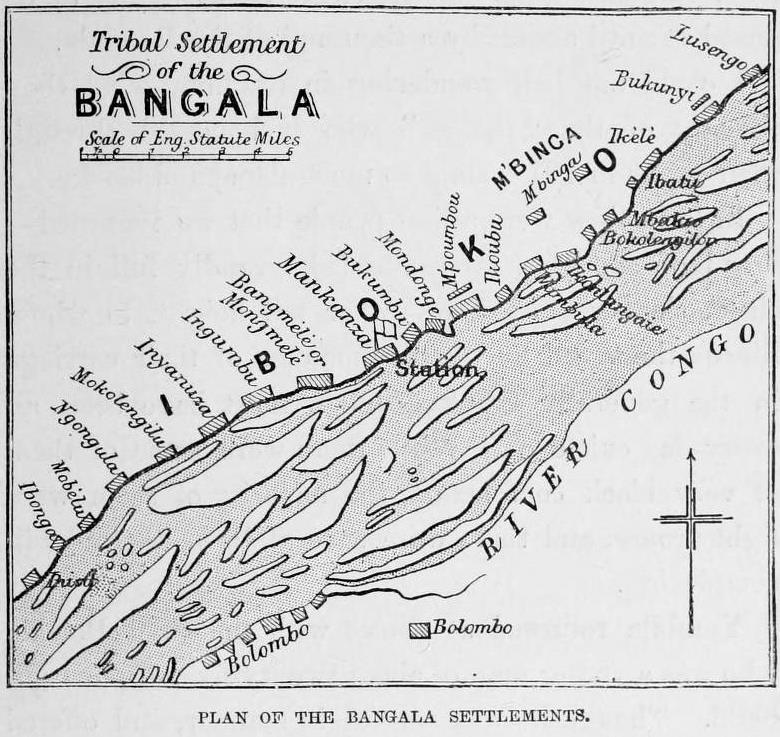
Mappa di Stanley con i principaliinsediamenti bangala nel 1885

L'esploratore britannico Henry Morton Stanley fu il primo europeo a recarsi in questa zona e a sceglierne il nome. L'origine del termine non è chiara, e Stanley lo usò per la prima volta solo per una serie di insediamenti lunghi 10 miglia sulla sponda settentrionale del fiume Congo, ma col tempo la denominazione venne estesa ai residenti dell'intera provincia dell'Equatore. Per molto tempo, gli etnologi hanno creduto nell'esistenza del popolo Bangala, ma dopo la ricerca negli anni '50, questa dottrina è stata respinta.
La diffusione del termine Bangala è legata alla diffusione della lingua lingala. Questa si affermò a metà del XIX secolo come lingua commerciale nel Basso Congo, nell'era coloniale dello Stato Libero del Congo divenne la lingua dei militari e fu ulteriormente diffusa attraverso la musica e i media anche dopo l'indipendenza. È oggi parlata da circa 40 milioni di persone e costituisce una lingua franca negli stati della Repubblica Democratica del Congo e della Repubblica del Congo.